# Ткач, Злата Моисеевна
Зла́та Моисе́евна Ткач (урождённая Бейрихман, идиш זלאַטע טקאַטש‎, рум. Zlata Tcaci; 16 мая 1928, Лозово, Ниспоренский уезд, Бессарабия — 1 января 2006, Кишинёв, Республика Молдова) — молдавский композитор, педагог. Первая женщина — профессиональный композитор в Молдавии. Заслуженный деятель искусств Молдавской ССР (1974), лауреат государственной премии Молдавии (1982), кавалер ордена «Трудовая слава», профессор Академии музыки, театра и изобразительных искусств (1993–2006).

## Биография
Злата Ткач (тогда Зло́та Бе́йрихман) родилась в бессарабском селе Лозово (ныне в Страшенском районе Молдовы), где её дед занимался производством чернослива, в еврейской семье преподавателя игры на скрипке и духовых инструментах кишинёвской консерватории «Naţional», выпускника кишинёвской консерватории «Униря» Моисея Бенционовича Бейрихмана и его жены Фрейды (Фани) Менделевны Койфман. Ей не было и двух лет, когда семья вернулась в Кишинёв к родителям матери. Училась в румынской начальной школе для девочек и в кишинёвской румынской гимназии «Regina Maria», с приходом советской власти в 1940 году перешла в русскую школу, игре на скрипке обучалась под руководством отца (в том числе в музыкальной школе по классу скрипки М. Б. Берихмана).
В годы Великой Отечественной войны с матерью эвакуировалась в Центральную Азию, но потерялась в пути и одна попала в город Наманган в Узбекистане, где переболела сыпным и брюшным тифом, была определена в эвакуированный из Дрогобыча детский дом и продолжила учёбу в средней школе. Тогда же сочинила свою первую песню «Краснофлотцы». В 1943 году воссоединилась с семьёй и после освобождения города вернулась в Кишинёв.
Училась на физико-математическом факультете Кишинёвского университета (1945), не окончив которого поступила на музыковедческое отделение Кишинёвской консерватории, которую окончила в 1952 году. Композицию изучала у Л. С. Гурова (1910—1993), скрипку — у И. Л. Дайлиса. В 1952—1962 годах преподавала в музыкальной школе и в Кишинёвском музыкальном училище имени Штефана Няги. В 1957 году продолжила обучение в консерватории по классу композиции, после окончания обучения в 1962 году была оставлена преподавателем и продолжала работать в консерватории до конца жизни (с 1986 года — доцент, с 1993 по 2006 год — профессор по классу композиции).
Злата Ткач — первая в Молдавии женщина, посвятившая себя профессиональному композиторскому искусству. Её творчество отличает широкое жанровое разнообразие: концерты и сонаты для различных инструментов, струнные квартеты, сюиты, вокальные, хоровые и инструментальные циклы, кантаты и поэмы, оперы для малой и большой сцены, балет, вокально-хореографические поэмы, инструментальные миниатюры, музыка для драматического театра и кино, детские песни.
Среди сочинений: симфония «Паноптикум», оперы-сказки «Коза с тремя козлятами» (1966, 2-я редакция 1971, 3-я редакция — «Волк-обманщик», 1983), «Ленивица», «Цветик-семицветик», «Повар и боярин», «Маленький принц»; камерные оперы «Голуби в косую линейку» (1974), «Шаг в бессмертие» (1985), «Мой парижский дядя» по роману Аурелиу Бусуйока (1987); балет «Андриеш» (по произведениям Емелиана Букова, 1979), соната памяти Дмитрия Шостаковича для альта и фортепиано, концерт для флейты и симфонического оркестра (1989), концерт для фортепиано в сопровождении симфонического оркестра (2002), вокальные циклы «Песни из фашистского ада» и «Из молдавской поэзии» (1984, оркестровый вариант — 1986), сочинения для симфонического оркестра (Бурлеска, Детская сюита, Концерт для скрипки, струнных и литавр, симфониетта «Медитация»), кантаты («Песнь о Днестре», «Город. Солнце. Дети.», «Plai de cânt, plai de dor»), песни для детей на стихи Михая Эминеску, Василе Александри и др.
Злата Ткач написала также ряд популярных песен на русском и молдавском языках, в том числе «Каселе Молдовей» (Молдавские дома) и «С-а дус пасэря» (Улетела птица) на стихи Григоре Виеру, «Я бы музыку писал» на стихи Роберта Рождественского. Эстрадные песни Златы Ткач исполняла Надежда Чепрага («Каселе Молдовей» на стихи Григоре Виеру, «Образ матери» и «Молдова» на стихи Георге Водэ, «Цара чя май ку норок» на стихи В. Галайку). Сочинила музыку к нескольким мультфильмам киностудии Молдова-филм. Первым исполнителем ряда фортепианных сочинений композитора была молдавская пианистка Гита Страхилевич.
В последние годы жизни написала ряд произведений на еврейскую тематику, в том числе поэму-реквием «Яд ва-Шем» со словами на идише и иврите и сонату-экспромт для фортепиано, посвящённые памяти жертв Холокоста, «Четыре миниатюры из еврейского фольклора» для струнного квартета, монооперу «Поговори со мною, мама» (по повести Паулины Анчел (Борочиной) «Асенька»), песни на идише на стихи еврейских поэтов Иосифа Керлера («Добро пожаловать в Капрешты», слушать здесь (недоступная ссылка)), Мойше Лемстера («Кадиш» — поминальная молитва, «Вандэрштокс гешихтэ» — «история посоха» и другие), Шике Дриза (циклы «Дайн гутэр номэн» — твоё доброе имя и «Тэй мит штэрн» — чай со звёздами), Любы Вассерман (вокальная поэма «Славатич»), Паулины Анчел («Дус штэйтл Единец» — местечко Единцы), Льва Беринского, Лейба Квитко и Ихила Шрайбмана.

## Семья
- Муж — молдавский музыковед Ефим Маркович Ткач (1926, Бельцы, Бессарабия — 2003, Кишинёв), узник гетто Транснистрии, автор и составитель книг на русском и молдавском языках «Пособие по элементарной теории музыки» (Кишинёв, 1957 и 1961), «Опера Д. Гершфельда Грозован» (Москва, 1960), «Чиприан Порумбеску» (Кишинёв, 1975), «Тимофей Гуртовой» (Кишинёв, 1975), «Евгений Дога» (Кишинёв, 1980), «Дмитрий Кантемир. Музыкальные сочинения» (Кишинёв, 1980) и других, основатель антифашистского демократического альянса Молдовы.
  - Сын — Лев Ефимович Ткач (род. 1953), выпускник теоретико-композиторского факультета Московской консерватории, музыкальный педагог[7].
- Дядя — молдавский художник-портретист Мендель (Михаил) Соломонович Бейрехман (1908, Ворничены, ныне Страшенского района Молдавии — 2005, Кишинёв).

## Произведения
- Список произведений (рум.)
- Частичный список произведений (фр.)

## Нотные издания
- Танец. Кишинёв: Картя молдовеняскэ, 1963.
- Молдавский танец. Кишинёв: Картя молдовеняскэ, 1965.
- Соната для альта и фортепиано. Москва: Советский композитор, 1981.
- Leagăn de mohor (35 фортепианных миниатюр). Кишинёв, 1988.
- «Дайн гутэр номэн» (Имя доброе своё, на идише, с нотами). Вокальный цикл на стихи Шике Дриза. Кишинёв: Лига, 1996.
- Шолом-Алейхем: сборник вокальных сочинений. Кишинёв: Pontos, 2001.
- «Дос глэкэлэ» (колокольчик, на стихи еврейских поэтов на идише, с нотами). Берлин, 2004.
- «Flacăra iubirii» (Пламя любви). Романсы на стихи Агнессы Рошки. Кишинёв: Cartea Moldovei, 2006.

## Воспоминания
- На английском языке (2004). Fomina, Natalia. "Zlata Tkach". Centropa. Retrieved 2022-05-04.

## Фотогалерея
- Злата (Лота) Ткач (Бейрехман) с матерью, 1930
- В 1931 году (Кишинёв)
- В 1945 году по возвращении в Кишинёв
- С будущим мужем музыковедом Ефимом Ткачем (второй слева), первый справа — Наум Лозник — скрипач оркестра п/у Шико Аранова, 1948 год, Кишинёв (Н. Х. Лозник)
- В студенческие годы
- Будущий музыковед Ефим Ткач с родителями в Бельцах, 1928
- Музыковед Ефим Маркович Ткач, 1962
- Группа композиторов в Кишинёве (1964): Злата Ткач, Николай Пейко, Дмитрий Шостакович, Ефим Ткач, Аркадий Островский
- Злата Ткач в 1993 году